# 2001年のラジオ (日本)
2001年のラジオ (日本)では、2001年の日本のラジオ番組、その他ラジオ界の動向について記す。

## 主な番組関連の出来事
- 3月 - TBSラジオで1978年4月から放送されていた政府広報番組『クローズアップにっぽん』が放送終了。23年の歴史に幕。なお、パーソナリティの芳村真理は長男の不祥事の責任を取る形で1月に降板していた。
- 8月4日 - 民間放送教育協会（民教協）が初のラジオ特別番組『応援します、子育てしんけん勝負!』を放送。RKB毎日放送が主体となり、同局と青森放送・新潟放送・文化放送・四国放送・琉球放送の6社が共同制作した[1][2]。

## 主なその他ラジオ関連の出来事
- 10月1日 - 東京放送（TBS）のラジオ部門をティ・ビー・エス・ラジオ&コミュニケーションズ（現・TBSラジオ）に分離・独立。TBSからラジオの放送免許と「JOKR」のコールサインを引き継ぐ[3][4]。
- 11月15日 - ニッポン放送が横浜ベイスターズの筆頭株主となり、オーナー会社になることがプロ野球実行委員会で承認される。しかし、ニッポン放送と同じフジサンケイグループに属するフジテレビがヤクルトスワローズの株式を所有しており、これが野球協約に抵触するとして11月29日にプロ野球実行委員会が白紙撤回を決める（2002年1月26日にTBSがベイスターズの筆頭株主になることで決着）[5][6]。

## 開局
- 4月1日 - 岐阜エフエム放送（現・エフエム岐阜）[7]

## 商号変更
- 7月 - エフエム埼玉→エフエムナックファイブ
- 10月1日 - 東京放送→ティ・ビー・エス・ラジオ&コミュニケーションズ

## 節目

### 番組周年・記念回
- 4000回 - 大沢悠里のゆうゆうワイド（8月20日、TBSラジオ[1]）

## 特別番組

### 8月放送
- 4日 - 応援します、子育てしんけん勝負!（RKB毎日放送他）

## 開始番組

### 2001年1月放送開始
ニッポン放送
- 開始日不明 - トキちゃんの今日もいい朝!

### 2001年3月放送開始
TBSラジオ
- 26日 - 月刊 愛川欽也 キンキンのパックインミュージック

### 2001年4月放送開始
NHKラジオ第2放送
- 2日 - NHKカルチャーアワー

NHK-FM放送
- 3日 - ミッドナイト・ポップライブラリー

STVラジオ
- 8日 - 松山千春 季節の旅人

TBSラジオ
- 6日 - 鴻上尚史の博愛ライダー
- 7日 - サタデー大人天国! 宮川賢のパカパカ90分!!
- 8日 - ラ・ラ・ラ♪日ようび

ニッポン放送
- 2日 - 山田邦子ワンダフルモーニング

MBSラジオ
- 3日 - オレたちもっとやってま〜す
- 7日 - ドラマの風
- 8日 - 浜村淳の日曜夢語り

### 2001年10月放送開始
STVラジオ
- 6日 - 島本和彦のマンガチックにいこう!

TBSラジオ
- 1日 - ストリーム
- 2日 - あなたへモーニングコール

文化放送
- 5日 - セイ!ヤング21
- 6日 - 嵐・相葉雅紀のレコメン!アラシリミックス
- 13日 - 高田純次・河合美智子の東京パラダイス

ニッポン放送
- 7日 - 石橋貴明のレディオイシバシーノ（仮）

ラジオ関西
- 7日 - 野川さくらのマシュマロ♪たいむ

朝日放送
- 1日 - 元気イチバン!!芦沢誠です

MBSラジオ
- 1日 - 朝はトコトン菊水丸

JFNC
- 4日 - 放送室

## 終了番組

### 2001年3月放送終了
NHK-FM放送
- 29日 - クロスオーバーイレブン
- 31日 - 恋する音楽小説

TBSラジオ
- 終了日不明 - クローズアップにっぽん